# 河中节度使
河中节度使，至德二载（757年）设立，唐朝在今山西省西南部的节度使。
河中节度使治所在蒲州（今山西省永济蒲州镇），757年，管辖蒲州、晋州、绛州、慈州、隰州、同州、虢州七州，次年设蒲同虢节度使。759年升蒲州为河中府，节度使兼任河中府尹，耀德军使。761年，改驻绛州，沁州自泽潞节度来归，旋复归属泽潞节度，同州归属镇国军节度使。764年，废河中节度使，置河中五州都團練观察使，驻河中府，管辖河中府、晋州、绛州、慈州、隰州五州。784年，复置河中节度使，管辖河中府、同州、绛州、陕州、虢州。晋州、慈州、隰州别置晋慈隰节度使。785年，陕州、虢州设陕虢防御使。788年，晋慈隰节度降为观察使。799年，罢河中节度，置河中防禦觀察使，800年，复置河中节度使。808年，罷晉慈隰觀察使，三州還隸河中節度。819年，改为防御观察使，820年，改为节度使。822年，晋州、慈州另设都团练观察使，827年，罢晋慈都团练观察使，晋州、慈州归河中节度使。885年，唐僖宗赐本镇军号护国军。
长期管辖河中府、晋州、绛州、慈州、隰州，相当于今天山西省石楼、汾西、霍州以南和安泽、垣曲以西。宋朝初年废除。

## 历代節度使
- 颜真卿（758年），防御使
- 赵泚（758年）
- 王玙（759年）
- 崔㝢（760年）
- 萧华（760年）
- 王昂（760年）
- 李光弼（761年）
- 王昂（762年—763年）
- 崔㝢（764年）
- 郭子仪（765年—779年，768年之后系遥领）
- 赵惠伯（779年之前）
- 王翃（779年）
- 李怀光（779年）
- 张镒（779年）
- 杜亚（779年—780年）
- 赵惠伯（781年）
- 李承（781年）
- 李齐运（781年—783年）
- 吕鸣岳（783年）
- 李怀光（784年）
- 李晟（784年）
- 唐朝臣（784年，不掌权）
- 浑瑊（784年—799年）
- 杜确（799年—802年）
- 郑元（802年—807年）
- 杜黄裳（807年—808年）
- 王锷（808年—810年）
- 张茂昭（810年—811年）
- 张弘靖（811年—814年）
- 赵宗儒（814年—817年）
- 吕元膺（817年—819年）
- 李绛（819年—820年）
- 韩弘（820年—822年）
- 郭钊（822年—824年）
- 李（824年—825年）
- 薛平（825年—830年）
- 史宪诚（829年，未任被杀）
- 李程（830年—832年）
- 王起（832年—833年）
- 王智兴（833年—835年）
- 李程（835年—836年）
- 李听（836年—839年）
- 郑肃（839年—841年）
- 孙简（841年—842年）
- 李固言（842年）
- 陈夷行（843年）
- 崔元式（843年—844年）
- 石雄（844年）
- 韦恭甫（845年）
- 崔铉（846年—849年）
- 崔璪（849年—851年）
- 郑光（851年—853年）
- 徐商（853年—856年）
- 崔玙（856年—859年）
- 令狐綯（859年—861年）
- 蒋伸（861年—863年）
- 毕諴（863年）
- 崔慎由（864年）
- 夏侯孜（864年—869年）
- 杜审权（870年—873年）
- 曹确（874年—876年）
- 刘侔（876年—877年）
- 窦璟（877年—878年）
- 李都（878年—880年）
- 窦潏（880年）
- 王重荣（880年—887年）
- 王处存（885年，未任）
- 王重盈（887年—895年）
- 王珂（895年—901年）
- 崔胤（895年，未任）
- 王珙（895年，未任）
- 张存敬（901年）
- 朱全忠（901年—907年）
- 朱友谦（李继麟）（907年—926年）
- 李存霸（926年）
- 李存渥（926年）
- 李从珂（926年—930年）
- 索自通（930年—931年）
- 安重诲（931年）
- 李从璋（931年—934年）
- 安彦威（934年—935年）
- 韩昭允（935年—936年）
- 安审信（936年—940年）
- 康福（940年—942年）
- 安审琦（942年—945年）
- 侯益（945年—946年）
- 赵赞（947年）
- 李守贞（947年—949年）
- 扈彦珂（949年—951年）
- 王景（951年—953年）
- 王彦超（953年—954年）
- 王仁镐（954年—956年）
- 张铎（956年—960年）
- 杨承信（960年—964年）
- 郭从义（964年—968年）
- 陈思议（968年—974年）

### 晋慈隰节度使、观察使
- 马燧（784年）
- 康日知（784年—贞元初年）
- 苏来（贞元初年）
- 崔汉衡（788年—795年）
- 姚齐梧（795年—796年）
- 崔穆（796年）
- 韦武（799年—806年）
- 韦丹（806年—807年）

### 晋慈都团练观察使
- 李寰（822年—827年）离任时头衔为保义军节度使、晋绛等州观察处置等使。